# 미타케역 (도쿄도)
미타케역(일본어: 御嶽駅, みたけえき)은 일본 도쿄도 오메시에 있는 동일본 여객철도 오메 선의 역이다.

## 타는 곳
| 1 | ■오메 선 | 하토노스・오쿠타마 방면           |                  |
| 1 | ■오메 선 | 하이지마・다차키와 방면           | （당역출발열차） |
| 2 | ■오메 선 | 오메・하이지마・신주쿠・도쿄 방면 |                  |

## 역 주변
- 오메 가도（국도 제411호선）
- 타마강 (일본)
- 미타케 계곡
- 미타케산 - 미타케역에서 니시 도쿄 버스로 10분, 타키모토 역에서 미타케토산 철도로 6분.
- 무사시 미타케 신사
- 교쿠도 미술관
- 미타케 미술관
- 미타케 관광 물산관「미타케호라쿠리도」（구 미타케 관광 안내소）
- 드라이브 인 미타케

## 인접역
| 동일본 여객철도 ■오메 선 | 동일본 여객철도 ■오메 선 | 동일본 여객철도 ■오메 선 |
| ------------------------ | ------------------------ | ------------------------ |
| 사와이 오메              |                          | 가와이 오쿠타마          |